# Cormac mac Domnaill Óic
Cormac mac Domnaill Óic Mac Carthaigh Mór (mort en 1359) membre de la dynastie Mac Carthy, 18e prince de Desmond de 1325 à sa mort.

## Contexte
Cormac mac Domnaill Óic  est le fils cadet de Domnall Óc mac Domnaill Ruaid il succède à son frère aîné Diarmaid Óc mac Domnaill Óic dit de Tralee.
Les Annales de Connacht  et Les Annales d'Innisfallen mentionnent sa mort en 1359 mais les seconde lui attribuent qu'un règne de 31 ans en précisant qu'il est inhumé dans le monastères des Franciscains de  Corcach. Il épouse  Honora FitzMaurice, fille de Maurice, 6e lord de Kerry, et d'Elisabeth de Cantow.  et laisse plusieurs enfants dont: 
- Tagd Mac Carthaigh Mór
- Finghin anglicisé en Florence Mac Carthy Mor, héritier de Desmond, qui est vaincu à Ringroame, en 1350, par Miles de Courcy, 2eBaron Kingsale (en), et se noie dans la rivière de Bandon avec une partie de ses suivants. Il avait fait édifier dans la cimetière de Clonmacnoise la tour dite des Mac Carthaigh, et aussi une chapelle dénommée Chapelle de Finghin Mac Carthaigh ou Chapelle de Mac Carthaigh Mór ,
- Domhnall Óg mac Cormaic 19e prince de Desmond ,
- Diarmaid mort en 1381 ancêtre des Mac Carthaigh de Muscraigne ,
- Eóghan ancêtre du sept de Cois Mhainge ,
- Donnchadh Mac Carthaigh, ancêtre du sept d'Ardcanata.

## Source
- (en) T.W Moody, F.X. Martin et F.J. Byrne, A New History of Ireland IX Maps, Genealogies, Lists. A companion to Irish History part II, Oxford, Oxford University Press, 2011, 690 p. (ISBN 978-0-19-959306-4).